# Huércanos
Huércanos är en kommun i Spanien.  Den ligger i den autonoma regionen La Rioja i norra delen av landet, 240 km nordost om huvudstaden Madrid. Antalet invånare är 840 (2024).